# Gaston (Oregon)
Gaston és una població dels Estats Units a l'estat d'Oregon. Segons el cens del 2006 tenia 630 habitants.

## Demografia
Segons el cens del 2000, Gaston tenia 600 habitants, 196 habitatges, i 139 famílies. La densitat de població era de 1.053 habitants per km².
Dels 196 habitatges en un 44,9% hi vivien nens de menys de 18 anys, en un 52% hi vivien parelles casades, en un 14,8% dones solteres, i en un 28,6% no eren unitats familiars. En el 25% dels habitatges hi vivien persones soles el 3,1% de les quals corresponia a persones de 65 anys o més que vivien soles. El nombre mitjà de persones vivint en cada habitatge era de 3,06 i el nombre mitjà de persones que vivien en cada família era de 3,73.
Per edats la població es repartia de la següent manera: un 37,7% tenia menys de 18 anys, un 9,5% entre 18 i 24, un 30,7% entre 25 i 44, un 18,2% de 45 a 60 i un 4% 65 anys o més.
L'edat mediana era de 28 anys. Per cada 100 dones de 18 o més anys hi havia 90,8 homes.
Entorn del 9,8% de les famílies i l'11,1% de la població estaven per davall del llindar de pobresa.

## Poblacions més properes
El següent diagrama mostra les poblacions més properes.